# Vallerois-Lorioz
Vallerois-Lorioz è un comune francese di 371 abitanti situato nel dipartimento dell'Alta Saona nella regione della Borgogna-Franca Contea.

## Società

### Evoluzione demografica
Abitanti censiti